# Dimetilglicina deidrogenasi
La dimetilglicina deidrogenasi è un enzima appartenente alla classe delle ossidoreduttasi, che catalizza la seguente reazione:
N,N-dimetilglicina + accettore + H2O ⇄ sarcosina + formaldeide + accettore ridotto
L'enzima è una flavoproteina.